# Chłopska Dola
Chłopska Dola – polskie czasopismo adresowane do mieszkańców wsi, wydawane w latach: 1916 oraz 1918-1919.
Pierwszy numer czasopisma ukazał się w konspiracji, z datą „czerwiec 1916”, przy czym nie ujawniono ani miejsca wydania, ani składu redakcji. W podtytule zamieszczono natomiast fałszywą informację: Organ Polskiego Stronnictwa Ludowego.
Materiały opublikowane w konspiracyjnej Chłopskiej Doli miały wymowę jednoznacznie niepodległościową. Atakowały okupantów Królestwa Polskiego: głównie Austro-Węgry, ale także Cesarstwo Niemieckie, m.in. informowano o przypadkach strzelania przez żandarmów do chłopów, porównywano okupantów z rosyjskim zaborcą. Ponadto w winiecie znajdowało się wezwanie: „Od niewoli moskiewskiej, pruskiej i austriackiej wybaw nas, Panie”. Z tego powodu władze Polskiego Stronnictwa Ludowego w Królestwie Polskim, działającego legalnie za przyzwoleniem okupantów, protestowały przeciwko podszywaniu się anonimowego wydawcy pod PSL.
Oświadczenie Zarządu Głównego PSL w tej sprawie ukazało się 18 czerwca 1916 na łamach organu prasowego stronnictwa ukazującego się pod nazwą Polska Ludowa:
```
„Pismo 
Chłopska Dola
, drukowane nie wiadomo gdzie i przez niewiadomych ludzi, nie jest organem Polskiego Stronnictwa Ludowego i zostało wydane bez wiedzy Zarządu Głównego. Nie wchodząc w treść pisma Zarząd Gł. PSL protestuje stanowczo przeciwko nadużywaniu firmy Stronnictwa. Wszystkie pisma prosimy o przedrukowanie.”
[
3
]
```

Treść konspiracyjnej Chłopskiej Doli wskazuje, że była ona redagowana na terenie okupacji austriackiej (Generalne Gubernatorstwo Lubelskie), ponieważ przygniatająca większość informacji pochodziła z tego terenu, głównie z Radomskiego i Kieleckiego (stąd bibliografowie przyjmują jako prawdopodobne miejsce wydania Kielce, Kieleckie lub Radom). Natomiast korespondencje z obszaru okupowanego przez Niemcy (Generalne Gubernatorstwo Warszawskie) były nieliczne i specjalnie wyróżnione (np. Z Kujaw, okupacja niemiecka),
Redaktor PSL-owskiej Polski Ludowej Aleksander Bogusławski wspominał po latach (w 1963), że działacze PSL od początku byli przekonani o tym, że gazeta została wydana przez osoby spoza tego stronnictwa, a zwłaszcza podejrzewali o autorstwo tej „fałszywki” Mariana Malinowskiego, członka Centralnego Komitetu Robotniczego Polskiej Partii Socjalistycznej – Frakcji Rewolucyjnej.
Jakby potwierdzeniem tych podejrzeń było wznowienie tytułu Chłopska Dola w lutym 1918, tym razem jako „organu Polskiej Partji Socjalistycznej dla bezrolnych i małorolnych”, którego redaktorem odpowiedzialnym był właśnie Marian Malinowski.
W pierwszych numerach odrodzonego czasopisma motto w winiecie brzmiało: „Niech żyje jedność chłopów z robotnikami”. Od numeru 5 z 23 grudnia 1918 pojawiły się znaczące zmiany. W winiecie pojawiło się nowe motto: „Niech żyje Niepodległa Zjednoczona Republika Ludowa! Niech żyje jedność robotników i włościan! Chłop potęgą jest i basta! St. Wyspiański” i właśnie od tego numeru Chłopska Dola została połączona z wydawaną od 1917 przez PPS – Frakcję Rewolucyjną gazetą Nowiny Socjalistyczne. Czasopismo było wydawane do 1919 pod redakcją Mariana Malinowskiego jako organ Centralnego Komitetu Robotniczego PPS pod tytułem Chłopska Dola, Nowiny Socjalistyczne.
Ostatni, 34 numer ukazał się z datą 24 lipca 1919.